# Спутник (премия, 1997)
1-я церемония вручения премии «Спутник» за заслуги в области кинематографа и телевидения за 1996 год состоялась 15 января 1997 года в Лос-Анджелесе, США.

## Список лауреатов и номинантов
• Победители выделены отдельным цветом. 

### Кинофильмы
Количество наград/номинаций:
- 3/9: «Английский пациент»
- 3/7: «Фарго»
- 3/5: «Эвита»
- 2/5: «Блеск»
- 0/5: «Гамлет»
- 1/4: «Ромео + Джульетта», «Рассекая волны»
- 0/4: «Молл Флэндерс», «Марс атакует!»
- 2/3: «Джерри Магуайер»
- 0/3: «Тайны и ложь», «Все говорят, что я люблю тебя», «На игле», «Суровое испытание», «Отточенное лезвие», «Портрет леди»
- 2/2: «Народ против Ларри Флинта», «День независимости»
- 1/2: «Звезда шерифа»
- 0/2: «Клетка для пташек», «Неуютная ферма», «Клуб первых жён», «Джуд», «Насмешка»
- 1/1: «Убийца: Дневник убийств», «Эмма», «Мать» «Горбун из Нотр-Дама»
- 0/1: «Не будите спящую собаку», «Тусовщики», «Чокнутый профессор», «Большая ночь», «101 далматинец», «Миссис Уинтерборн», «Добро пожаловать в кукольный дом», «Ускользающая красота», «Матильда», «Вечерняя звезда», «У зеркала два лица», «Майкл Коллинз», «Утеха сердца моего», «То, что ты делаешь», «Только она единственная», «Миссия невыполнима», «Смерч», «Звёздный путь: Первый контакт», «Сердце дракона», «Джеймс и гигантский персик», «Остров сокровищ маппетов», «Космический джем», «Церемония», «Коля», «Кавказский пленник», «Горький сахар»

| Категории                                               | Фотографии лауреатов                                         | Лауреаты и номинанты                                               |
| ------------------------------------------------------- | ------------------------------------------------------------ | ------------------------------------------------------------------ |
| Лучший фильм — драма                                    |                                                              | • «Фарго»                                                          |
| Лучший фильм — драма                                    | • «Звезда шерифа»                                            |                                                                    |
| Лучший фильм — драма                                    | • «Тайны и ложь»                                             |                                                                    |
| Лучший фильм — драма                                    | • «Блеск»                                                    |                                                                    |
| Лучший фильм — драма                                    | • «Английский пациент»                                       |                                                                    |
| Лучший фильм — драма                                    | • «На игле»                                                  |                                                                    |
| Лучший фильм — комедия или мюзикл                       |                                                              | • «Эвита»                                                          |
| Лучший фильм — комедия или мюзикл                       | • «Неуютная ферма»                                           |                                                                    |
| Лучший фильм — комедия или мюзикл                       | • «Все говорят, что я люблю тебя»                            |                                                                    |
| Лучший фильм — комедия или мюзикл                       | • «Не будите спящую собаку»                                  |                                                                    |
| Лучший фильм — комедия или мюзикл                       | • «Тусовщики»                                                |                                                                    |
| Лучшая режиссёрская работа                              |                                                              | • Джоэл Коэн, Итан Коэн — «Фарго»                                  |
| Лучшая режиссёрская работа                              | • Скотт Хикс — «Блеск»                                       |                                                                    |
| Лучшая режиссёрская работа                              | • Майк Ли — «Тайны и ложь»                                   |                                                                    |
| Лучшая режиссёрская работа                              | • Энтони Мингелла — «Английский пациент»                     |                                                                    |
| Лучшая режиссёрская работа                              | • Ларс фон Триер — «Рассекая волны»                          |                                                                    |
| Лучшая мужская роль в драме                             |                                                              | • Джеффри Раш — «Блеск»                                            |
| Лучшая мужская роль в драме                             | • Джеймс Вудс — «Убийца: Дневник убийств»                    |                                                                    |
| Лучшая мужская роль в драме                             | • Кристофер Экклстон — «Джуд»                                |                                                                    |
| Лучшая мужская роль в драме                             | • Рэйф Файнс — «Английский пациент»                          |                                                                    |
| Лучшая мужская роль в драме                             | • Уильям Мэйси — «Фарго»                                     |                                                                    |
| Лучшая мужская роль в драме                             | • Билли Боб Торнтон — «Отточенное лезвие»                    |                                                                    |
| Лучшая мужская роль в комедии или мюзикле               |                                                              | • Том Круз — «Джерри Магуайер»                                     |
| Лучшая мужская роль в комедии или мюзикле               | • Нейтан Лейн — «Клетка для пташек»                          |                                                                    |
| Лучшая мужская роль в комедии или мюзикле               | • Эдди Мерфи — «Чокнутый профессор»                          |                                                                    |
| Лучшая мужская роль в комедии или мюзикле               | • Джек Николсон — «Марс атакует!»                            |                                                                    |
| Лучшая мужская роль в комедии или мюзикле               | • Стэнли Туччи — «Большая ночь»                              |                                                                    |
| Лучшая женская роль в драме                             |                                                              | • Фрэнсис Макдорманд — «Фарго»                                     |
| Лучшая женская роль в драме                             | • Бренда Блетин — «Тайны и ложь»                             |                                                                    |
| Лучшая женская роль в драме                             | • Кристин Скотт Томас — «Английский пациент»                 |                                                                    |
| Лучшая женская роль в драме                             | • Эмили Уотсон — «Рассекая волны»                            |                                                                    |
| Лучшая женская роль в драме                             | • Робин Райт — «Молл Флэндерс»                               |                                                                    |
| Лучшая женская роль в комедии или мюзикле               |                                                              | • Гвинет Пэлтроу — «Эмма»                                          |
| Лучшая женская роль в комедии или мюзикле               | • Гленн Клоуз — «101 далматинец»                             |                                                                    |
| Лучшая женская роль в комедии или мюзикле               | • Ширли Маклейн — «Миссис Уинтерборн»                        |                                                                    |
| Лучшая женская роль в комедии или мюзикле               | • Хезер Матараццо — «Добро пожаловать в кукольный дом»       |                                                                    |
| Лучшая женская роль в комедии или мюзикле               | • Бетт Мидлер — «Клуб первых жён»                            |                                                                    |
| Лучшая мужская роль второго плана в драме               |                                                              | • Армин Мюллер-Шталь — «Блеск»                                     |
| Лучшая мужская роль второго плана в драме               | • Стив Бушеми — «Фарго»                                      |                                                                    |
| Лучшая мужская роль второго плана в драме               | • Роберт Карлайл — «На игле»                                 |                                                                    |
| Лучшая мужская роль второго плана в драме               | • Джереми Айронс — «Ускользающая красота»                    |                                                                    |
| Лучшая мужская роль второго плана в драме               | • Джон Линч — «Молл Флэндерс»                                |                                                                    |
| Лучшая мужская роль второго плана в драме               | • Пол Скофилд — «Суровое испытание»                          |                                                                    |
| Лучшая мужская роль второго плана в комедии или мюзикле |                                                              | • Кьюба Гудинг-младший — «Джерри Магуайер»                         |
| Лучшая мужская роль второго плана в комедии или мюзикле | • Вуди Аллен — «Все говорят, что я люблю тебя»               |                                                                    |
| Лучшая мужская роль второго плана в комедии или мюзикле | • Дэнни Де Вито — «Матильда»                                 |                                                                    |
| Лучшая мужская роль второго плана в комедии или мюзикле | • Джин Хэкмен — «Клетка для пташек»                          |                                                                    |
| Лучшая мужская роль второго плана в комедии или мюзикле | • Иэн Маккеллен — «Неуютная ферма»                           |                                                                    |
| Лучшая женская роль второго плана в драме               |                                                              | • Кортни Лав — «Народ против Ларри Флинта»                         |
| Лучшая женская роль второго плана в драме               | • Джоан Аллен — «Суровое испытание»                          |                                                                    |
| Лучшая женская роль второго плана в драме               | • Стокард Чэннинг — «Молл Флэндерс»                          |                                                                    |
| Лучшая женская роль второго плана в драме               | • Миранда Ричардсон — «Вечерняя звезда»                      |                                                                    |
| Лучшая женская роль второго плана в драме               | • Кейт Уинслет — «Гамлет»                                    |                                                                    |
| Лучшая женская роль второго плана в комедии или мюзикле |                                                              | • Дебби Рейнольдс — «Мать»                                         |
| Лучшая женская роль второго плана в комедии или мюзикле | • Лорен Бэколл — «У зеркала два лица»                        |                                                                    |
| Лучшая женская роль второго плана в комедии или мюзикле | • Голди Хоун — «Все говорят, что я люблю тебя»               |                                                                    |
| Лучшая женская роль второго плана в комедии или мюзикле | • Сара Джессика Паркер — «Клуб первых жён»                   |                                                                    |
| Лучшая женская роль второго плана в комедии или мюзикле | • Рене Зеллвегер — «Джерри Магуайер»                         |                                                                    |
| Лучший оригинальный сценарий                            |                                                              | • Скотт Александер и Ларри Карезюски — «Народ против Ларри Флинта» |
| Лучший оригинальный сценарий                            | • Джон Сэйлз — «Звезда шерифа»                               |                                                                    |
| Лучший оригинальный сценарий                            | • Джоэл Коэн, Итан Коэн — «Фарго»                            |                                                                    |
| Лучший оригинальный сценарий                            | • Ян Сарди — «Блеск»                                         |                                                                    |
| Лучший оригинальный сценарий                            | • Билли Боб Торнтон — «Отточенное лезвие»                    |                                                                    |
| Лучший адаптированный сценарий                          |                                                              | • Энтони Мингелла — «Английский пациент»                           |
| Лучший адаптированный сценарий                          | • Хуссейн Амини — «Джуд»                                     |                                                                    |
| Лучший адаптированный сценарий                          | • Джон Ходж — «На игле»                                      |                                                                    |
| Лучший адаптированный сценарий                          | • Лора Джонс — «Портрет леди»                                |                                                                    |
| Лучший адаптированный сценарий                          | • Артур Миллер — «Суровое испытание»                         |                                                                    |
| Лучшая музыка                                           |                                                              | • Габриэль Яред — «Английский пациент»                             |
| Лучшая музыка                                           | • Патрик Дойл — «Гамлет»                                     |                                                                    |
| Лучшая музыка                                           | • Дэнни Эльфман — «Марс атакует!»                            |                                                                    |
| Лучшая музыка                                           | • Эллиот Голденталь — «Майкл Коллинз»                        |                                                                    |
| Лучшая музыка                                           | • Даниэль Лануа — «Отточенное лезвие»                        |                                                                    |
| Лучшая песня                                            |                                                              | • You Must Love Me — «Эвита»                                       |
| Лучшая песня                                            | • God Give Me Strength — «Утеха сердца моего»                |                                                                    |
| Лучшая песня                                            | • Kissing You — «Ромео + Джульетта»                          |                                                                    |
| Лучшая песня                                            | • That Thing You Do — «То, что ты делаешь»                   |                                                                    |
| Лучшая песня                                            | • Walls — «Только она единственная»                          |                                                                    |
| Лучший монтаж                                           |                                                              | • Девид Бреннер — «День независимости»                             |
| Лучший монтаж                                           | • Джилл Билкок — «Ромео + Джульетта»                         |                                                                    |
| Лучший монтаж                                           | • Пол Хирш — «Миссия невыполнима»                            |                                                                    |
| Лучший монтаж                                           | • Джоэл Коэн, Итан Коэн — «Фарго»                            |                                                                    |
| Лучший монтаж                                           | • Уолтер Марш — «Английский пациент»                         |                                                                    |
| Лучшая операторская работа                              |                                                              | • Джон Сил — «Английский пациент»                                  |
| Лучшая операторская работа                              | • Дональд Макальпин — «Ромео + Джульетта»                    |                                                                    |
| Лучшая операторская работа                              | • Робби Мюллер — «Рассекая волны»                            |                                                                    |
| Лучшая операторская работа                              | • Дариус Хонджи — «Эвита»                                    |                                                                    |
| Лучшая операторская работа                              | • Алекс Томсон — «Гамлет»                                    |                                                                    |
| Лучшая работа художника                                 |                                                              | • Кэтрин Мартин — «Ромео + Джульетта»                              |
| Лучшая работа художника                                 | • Стюарт Крэйг — «Английский пациент»                        |                                                                    |
| Лучшая работа художника                                 | • Тим Харви — «Гамлет»                                       |                                                                    |
| Лучшая работа художника                                 | • Брайан Моррис — «Эвита»                                    |                                                                    |
| Лучшая работа художника                                 | • Джанет Паттерсон — «Портрет леди»                          |                                                                    |
| Лучший дизайн костюмов                                  |                                                              | • Пэнни Роуз — «Эвита»                                             |
| Лучший дизайн костюмов                                  | • Консолата Бойл — «Молл Флэндерс»                           |                                                                    |
| Лучший дизайн костюмов                                  | • Алекс Бирн — «Гамлет»                                      |                                                                    |
| Лучший дизайн костюмов                                  | • Кристиан Гаск — «Насмешка»                                 |                                                                    |
| Лучший дизайн костюмов                                  | • Джанет Паттерсон — "Портрет леди                           |                                                                    |
| Лучшие визуальные эффекты                               |                                                              | • Волкер Энгель, Дуглас Смит — «День независимости»                |
| Лучшие визуальные эффекты                               | • Стефен Фангмейер — «Смерч»                                 |                                                                    |
| Лучшие визуальные эффекты                               | • Джон Нолл — «Звёздный путь: Первый контакт»                |                                                                    |
| Лучшие визуальные эффекты                               | • Скотт Сквайрс — «Сердце дракона»                           |                                                                    |
| Лучшие визуальные эффекты                               | • Джим Митчелл, Майкл Л.Финк, Дэвид Эндрюс — «Марс атакует!» |                                                                    |
| Лучший анимационный фильм                               |                                                              | • «Горбун из Нотр-Дама»                                            |
| Лучший анимационный фильм                               | • «Джеймс и гигантский персик»                               |                                                                    |
| Лучший анимационный фильм                               | • «Марс атакует!»                                            |                                                                    |
| Лучший анимационный фильм                               | • «Остров сокровищ маппетов»                                 |                                                                    |
| Лучший анимационный фильм                               | • «Космический джем»                                         |                                                                    |
| Лучший фильм на иностранном языке                       |                                                              | • Дания — «Рассекая волны»                                         |
| Лучший фильм на иностранном языке                       | • Франция — «Церемония»                                      |                                                                    |
| Лучший фильм на иностранном языке                       | • Чехия — «Коля»                                             |                                                                    |
| Лучший фильм на иностранном языке                       | • Россия — «Кавказский пленник»                              |                                                                    |
| Лучший фильм на иностранном языке                       | • Франция — «Насмешка»                                       |                                                                    |
| Лучший фильм на иностранном языке                       | • Куба — «Горький сахар»                                     |                                                                    |

### Телевизионные награды
Количество наград/номинаций:
- 2/3: «Секретные материалы», «Третья планета от Солнца»
- 1/3: «Надежда Чикаго», «Шоу Ларри Сандерса»
- 0/3: «Полиция Нью-Йорка», «Скорая помощь»
- 1/2: «Путешествия Гулливера»
- 0/2: «Убойный отдел», «Спин-Сити», «Сайнфелд», «Сибилл», «Дело Бена Тайлера»
- 1/1: «Распутин»
- 0/1: «Если бы стены могли говорить», «Гордость и предубеждение», «Руби Ридж: Американская трагедия», «Относительность», «Няня», «Без ума от тебя», «Каролина в Нью-Йорке», «Скрыто в Америке», «Хладнокровное убийство»

| Категории                                         | Фотографии лауреатов                          | Лауреаты и номинанты                        |
| ------------------------------------------------- | --------------------------------------------- | ------------------------------------------- |
| Лучший телевизионный сериал (драма)               |                                               | • «Секретные материалы»                     |
| Лучший телевизионный сериал (драма)               | • «Надежда Чикаго»                            |                                             |
| Лучший телевизионный сериал (драма)               | • «Скорая помощь»                             |                                             |
| Лучший телевизионный сериал (драма)               | • «Убойный отдел»                             |                                             |
| Лучший телевизионный сериал (драма)               | • «Полиция Нью-Йорка»                         |                                             |
| Лучший телевизионный сериал (комедия или мюзикл)  |                                               | • «Шоу Ларри Сандерса»                      |
| Лучший телевизионный сериал (комедия или мюзикл)  | • «Сибилл»                                    |                                             |
| Лучший телевизионный сериал (комедия или мюзикл)  | • «Сайнфелд»                                  |                                             |
| Лучший телевизионный сериал (комедия или мюзикл)  | • «Спин-Сити»                                 |                                             |
| Лучший телевизионный сериал (комедия или мюзикл)  | • «Третья планета от Солнца»                  |                                             |
| Лучший мини-сериал или телефильм                  |                                               | • «Путешествия Гулливера»                   |
| Лучший мини-сериал или телефильм                  | • «Если бы стены могли говорить»              |                                             |
| Лучший мини-сериал или телефильм                  | • «Гордость и предубеждение»                  |                                             |
| Лучший мини-сериал или телефильм                  | • «Руби Ридж: Американская трагедия»          |                                             |
| Лучший мини-сериал или телефильм                  | • «Дело Бена Тайлера»                         |                                             |
| Лучший актёр в драматическом телесериале          |                                               | • Дэвид Духовны — «Секретные материалы»     |
| Лучший актёр в драматическом телесериале          | • Андре Брауэр — «Убойный отдел»              |                                             |
| Лучший актёр в драматическом телесериале          | • Гектор Элизондо — «Надежда Чикаго»          |                                             |
| Лучший актёр в драматическом телесериале          | • Энтони Эдвардс — «Скорая помощь»            |                                             |
| Лучший актёр в драматическом телесериале          | • Деннис Франц — «Полиция Нью-Йорка»          |                                             |
| Лучшая актриса в драматическом телесериале        |                                               | • Кристин Лахти — «Надежда Чикаго»          |
| Лучшая актриса в драматическом телесериале        | • Джиллиан Андерсон — «Секретные материалы»   |                                             |
| Лучшая актриса в драматическом телесериале        | • Ким Дилейни — «Полиция Нью-Йорка»           |                                             |
| Лучшая актриса в драматическом телесериале        | • Джулианна Маргулис — «Скорая помощь»        |                                             |
| Лучшая актриса в драматическом телесериале        | • Кимберли Уильямс-Пейсли — «Относительность» |                                             |
| Лучший актёр в телесериале (комедия или мюзикл)   |                                               | • Джон Литгоу — «Третья планета от Солнца»  |
| Лучший актёр в телесериале (комедия или мюзикл)   | • Майкл Джей Фокс — «Спин-Сити»               |                                             |
| Лучший актёр в телесериале (комедия или мюзикл)   | • Майкл Ричардс — «Сайнфелд»                  |                                             |
| Лучший актёр в телесериале (комедия или мюзикл)   | • Гарри Шендлинг — «Шоу Ларри Сандерса»       |                                             |
| Лучший актёр в телесериале (комедия или мюзикл)   | • Рип Торн — «Шоу Ларри Сандерса»             |                                             |
| Лучшая актриса в телесериале (комедия или мюзикл) |                                               | • Джейн Куртин — «Третья планета от Солнца» |
| Лучшая актриса в телесериале (комедия или мюзикл) | • Фрэн Дрешер — «Няня»                        |                                             |
| Лучшая актриса в телесериале (комедия или мюзикл) | • Хелен Хант — «Без ума от тебя»              |                                             |
| Лучшая актриса в телесериале (комедия или мюзикл) | • Сибилл Шеперд — «Сибилл»                    |                                             |
| Лучшая актриса в телесериале (комедия или мюзикл) | • Лиа Томпсон — «Каролина в Нью-Йорке»        |                                             |
| Лучший актёр в мини-сериале или телефильме        |                                               | • Алан Рикман — «Распутин»                  |
| Лучший актёр в мини-сериале или телефильме        | • Бо Бриджес — «Скрыто в Америке»             |                                             |
| Лучший актёр в мини-сериале или телефильме        | • Тед Дэнсон — «Путешествия Гулливера»        |                                             |
| Лучший актёр в мини-сериале или телефильме        | • Эрик Робертс — «Хладнокровное убийство»     |                                             |
| Лучший актёр в мини-сериале или телефильме        | • Джеймс Вудс — «Дело Бена Тайлера»           |                                             |